# 拉维多利亚-德阿森特霍
拉维多利亚-德阿森特霍（西班牙語：La Victoria de Acentejo）是西班牙加那利群岛圣克鲁斯-德特内里费省的一个市镇。总面积18.36平方公里，总人口9026人（2015年），人口密度440人/平方公里。

## 人口
| 拉维多利亚-德阿森特霍  |
|                        |
| 来源：加那利群岛统计局 |

## 图集

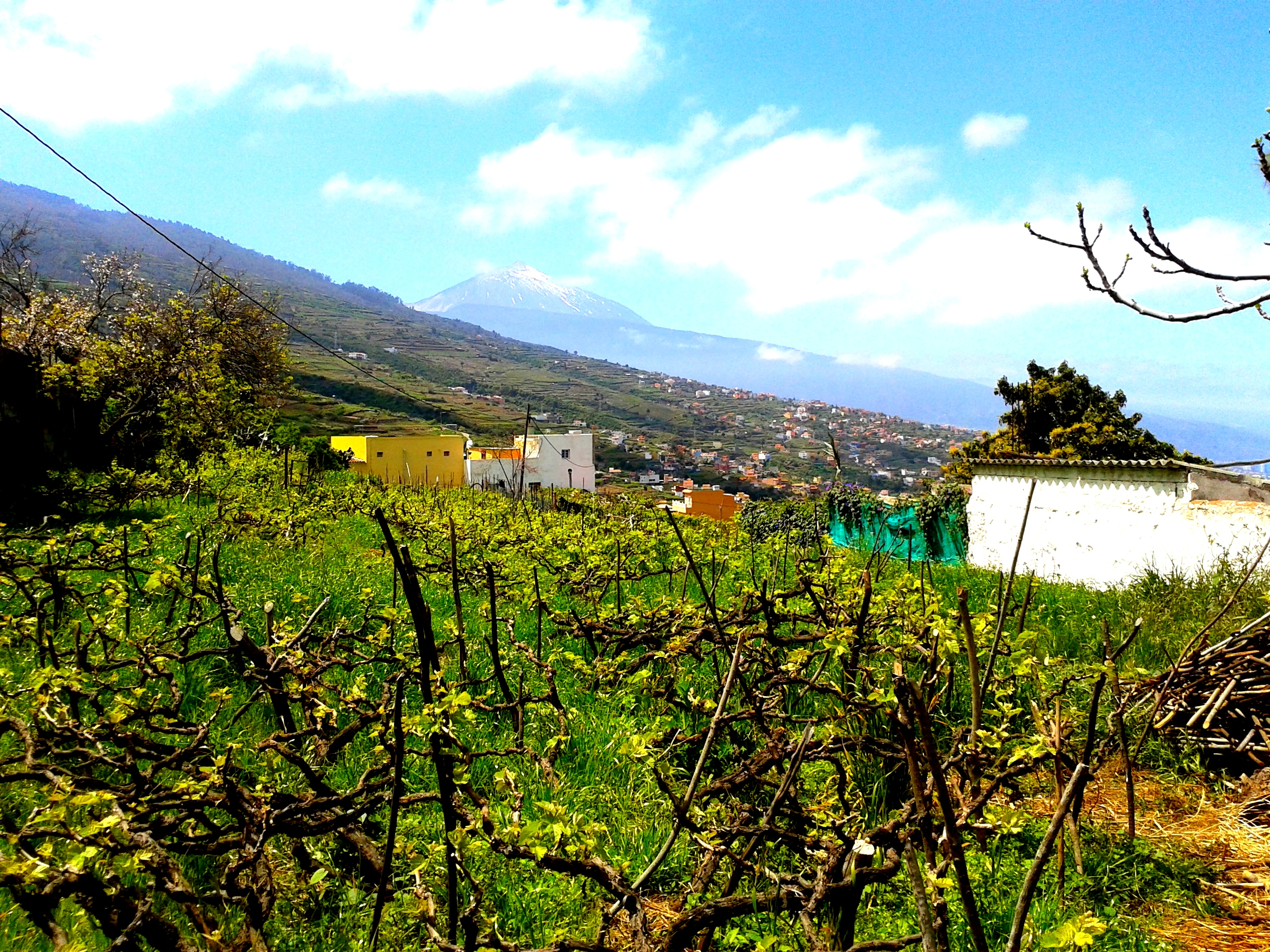
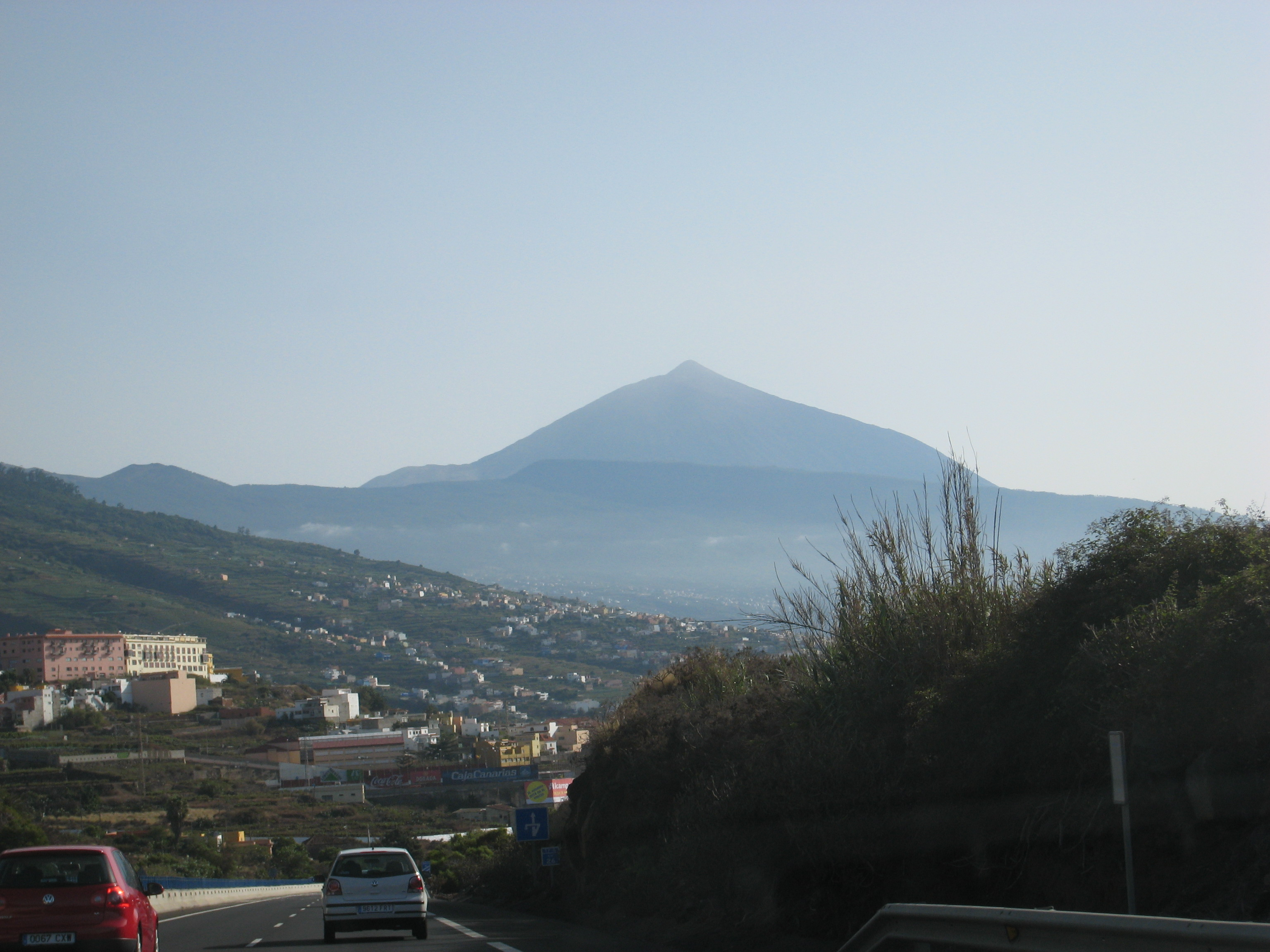
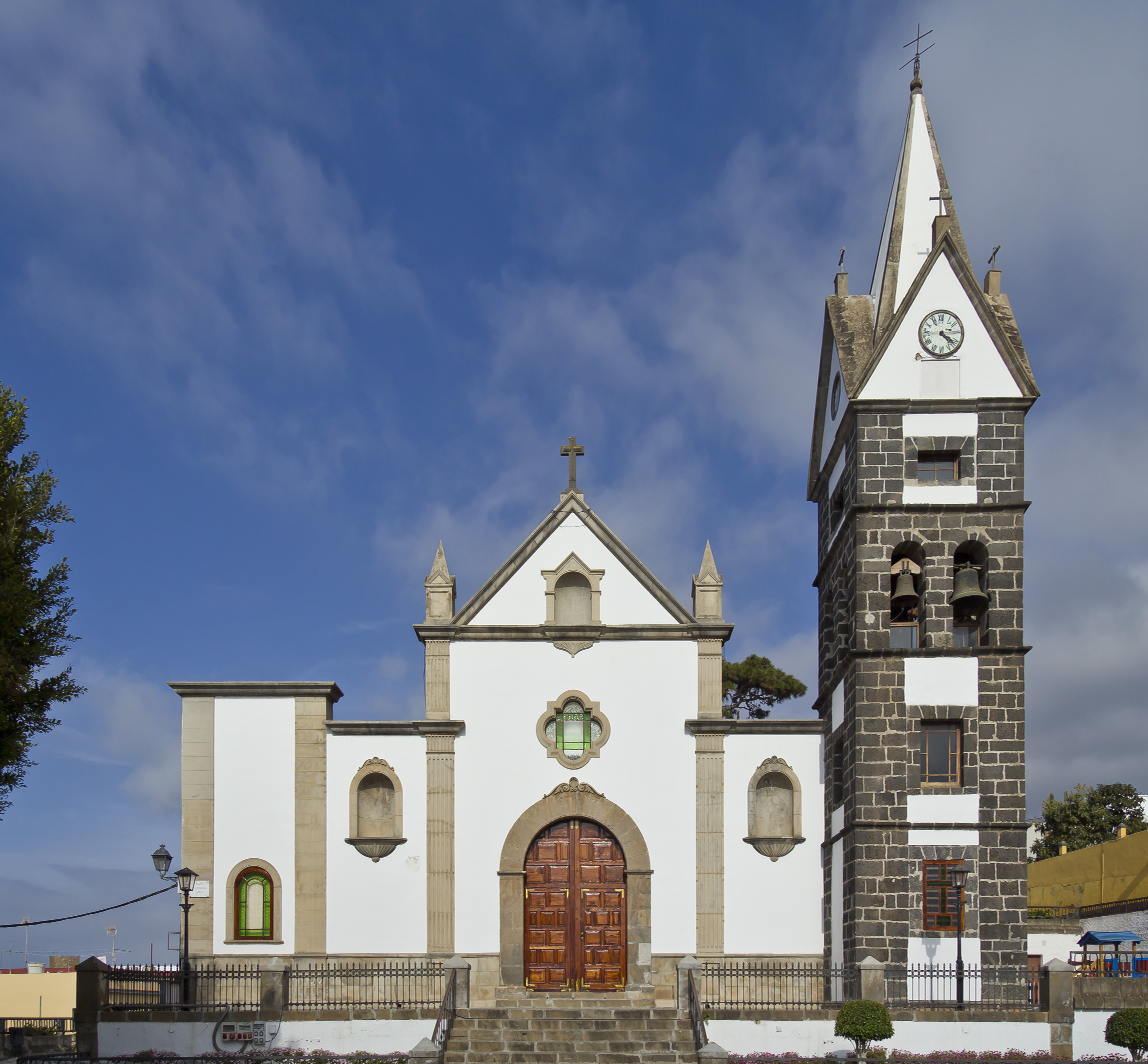
教堂
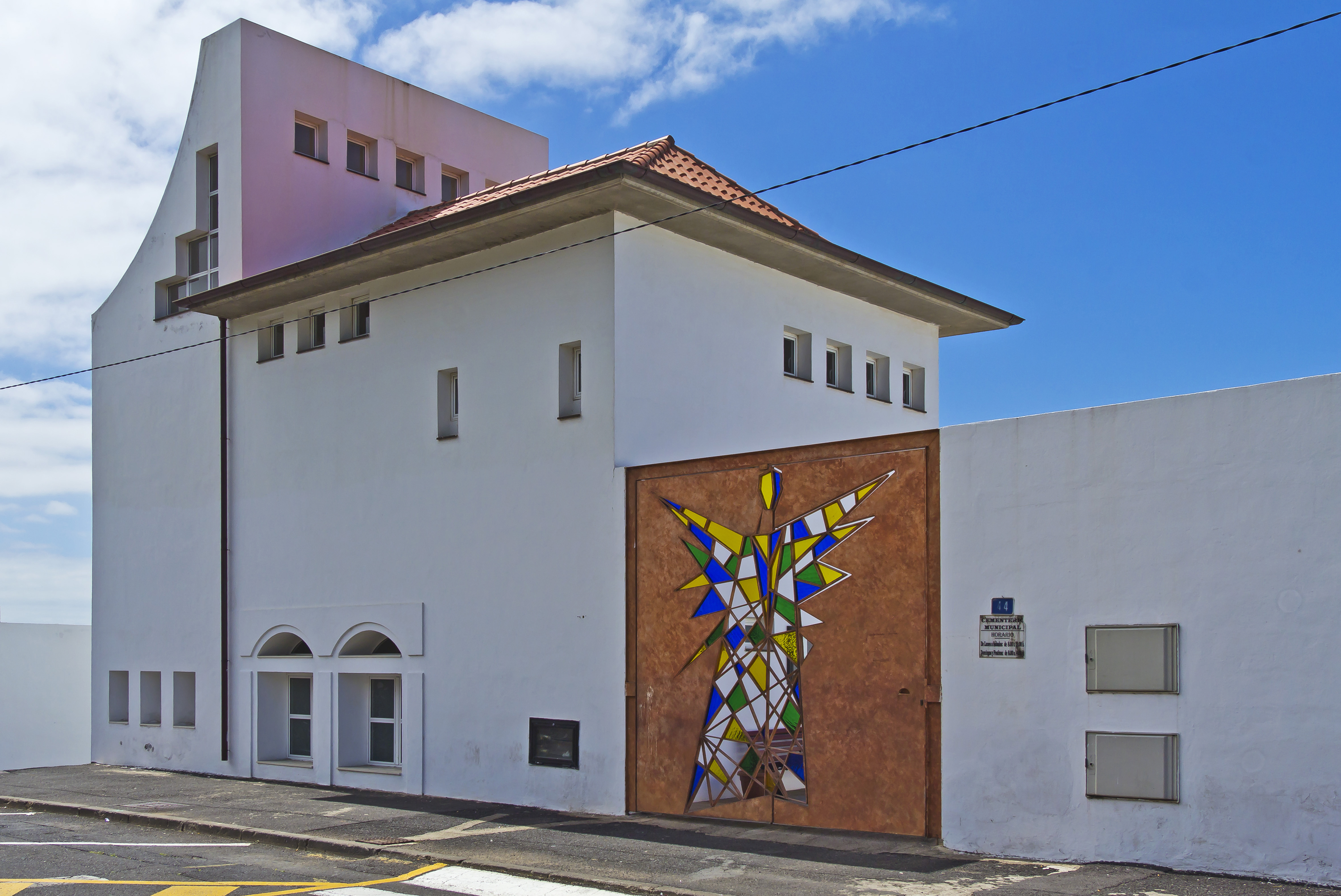
公墓